# Nuria Cabanillas
Nuria Cabanillas Provencio (Vilafranca del Penedès, 9 de agosto de 1980) é uma ex-ginasta espanhola, tricampeã do mundo[carece de fontes?] e medalha de ouro nos Jogos Olímpicos de Atlanta em 1996.
Embora tenha nascido na Catalunha, vive em Badajoz desde que tinha um ano e meio de idade.[carece de fontes?]